# عاطف عبيد
عاطف عبيد (14 أبريل 1932 - 12 سبتمبر 2014) هو رئيس مجلس الوزراء وزراء المصري الأسبق خلال الفترة (من أكتوبر 1999 إلى يوليو 2004).

## السيرة الذاتية
- حصل على بكالوريوس التجارة من جامعة القاهرة سنة 1952، ثم على الماجستير سنة 1956، والدكتوراه في إدارة الأعمال من جامعة إلينوى الأمريكية 1962.
- أستاذ إدارة الأعمال بجامعة القاهرة 1962-1984
- مستشار لوزارات الكهرباء والصناعة والتعليم والإسكان.
- رئيس مجلس إدارة المركز الدولي لإدارة الأعمال 1973-1984.
- مستشار منظمة العمل الدولية لتطوير برامج الإدارة في قبرص.
- رئيس المصرف العربي الدولي.
- عضو لجنة تنسيق السياسة الإعلامية بجامعة الدول العربية 1970.
- عضو الاتحاد الدولي لخبراء تنفيذ المشروعات واللجنة الوزارية للخدمات الاجتماعية.
- وزير شئون مجلس الوزراء والدولة للتنمية الإدارية في 1984.
- وزير قطاع الأعمال العام والدولة للتنمية الإدارية وشئون البيئة في 1993.
- وزير قطاع الأعمال العام في 1997.
- عضو اللجنة الوزارية برئاسة مجلس الوزراء لشئون البيئة واللجنة العليا للسياسات والشئون الاقتصادية.
- رئيس مجلس الوزراء في 1999.
- شارك في إعداد برنامج الإصلاح الاقتصادي المصري، وإعداد البرنامج القومي لتطوير الإدارة المصرية، وإعداد أول خطة قومية لحماية البيئة.[5]

## اتهامات الفساد
رفعت هيئة الرقابة الإدارية تقريرًا إلى مؤسسة الرئاسة أكدت فيه تزايد معدلات الفساد في مصر أثناء توليه رئاسة الوزراء، وانتشاره بمختلف قطاعات الدولة، مقدرة حجم الأموال المختلسة بـ 500 مليون جنيه، وهو ما أكدته منظمة الشفافية الدولية التي ذكرت أن قطاع الإسكان والتعمير كان أكثر القطاعات التي انتشرت فيها قضايا الفساد.
وكشف تقرير الرقابة الإدارية عن أن الخمس سنوات الماضية شهدت أكثر من 80 ألف حالة فساد في مصر، وحذر من العواقب الوخيمة لتزايد معدلات الفساد، بعدما حلت مصر في المرتبة 70 بين الدول الأقل فسادًا وذلك في تقرير منظمة الشفافية الدولية التي تعني بمكافحة الفساد في مختلف دول العالم.
وأوضح أن فترة حكومة الدكتور عاطف عبيد شهدت تجاوزات صارخة حيث شهد عام 2003 م آلاف قضايا الفساد ووصل حجم الكسب غير المشروع إلى 100 مليار جنيه، حسب ما جاء في إحصائيات الجهاز المركزي للمحاسبات في ذلك الوقت. كما وصل حجم أموال الرشاوى 500 مليون جنيه وحجم أموال غسيل الأموال أكثر من خمسة مليارات جنيه.
وعزا التقرير تزايد معدلات الفساد وإهدار المال العام إلى ضعف النظام الحكومي والقصور السائد في العديد من القوانين والتشريعات، وبسبب تدهور الدور الرقابي الذي يمارسه مجلس الشعب، وكذلك الإفلات من العقاب والخلل الإداري، وتدهور الأداء الإداري للقيادات، ووجود علاقات مشبوهة، واستغلال مسئولين وموظفين كبار لنفوذهم للتربح بطريقة غير مشروعة.
وأوصى التقرير، القيادة السياسية باتخاذ خطوات جادة في طريق مكافحة الفساد وتجفيف منابعه حيث أن ذلك من شأنه تحسين صورة النظام أمام الرأي العام وإكسابه شعبية سياسية.[بحاجة لمصدر]

## الوفاة
توفي عاطف عبيد في 12 سبتمبر 2014 عن عمر يناهز 82 عاماً.

## روابط خارجية
- عاطف محمد عبيد على موقع مونزينجر (الألمانية)